# Felt (Band)
Felt war eine britische Postpunk-Alternative-Band aus Birmingham.

## Geschichte
Felt wurde 1979 von Lawrence Hayward zunächst als Soloprojekt gegründet, um seine selbst aufgenommene und produzierte Single Index zu veröffentlichen. Da die Single ein Achtungserfolg wurde, beschloss Hayward 1980 die Gründung einer Band und nahm Maurice Deebank an der Lead-Gitarre und Nick Gilbert am Schlagzeug als Bandmitglieder auf. Deebank war ein klassisch ausgebildeter Gitarrist und hatte bereits 1978 zusammen mit dem lyrisch begabten Hayward ein Demo aufgenommen, das frühe Versionen der Songs Something Sends Me to Sleep, Cathedral und Birdmen enthielt. Der Durchbruch kam 1980, als Mark E. Smith von The Fall die Band als Support zu einer Show in Manchester einlud. Smith hegte Sympathien für Nick Gilbert und schätzte insbesondere dessen Produktion Newtrition. Die Band gab ihr erstes Konzert mit The Fall in der Cyprus Tavern in Manchester. Smith bat Felt anschließend, als Vorgruppe von The Fall im legendären Marquee Club in London zu spielen. In London kam Felt in Kontakt mit Mike Always vom Label Cherry Red Records, welcher der Band aufgrund der guten Kritiken in der Musikpresse für Index einen Vertrag anbot.
Something Sends Me to Sleep war 1981 die erste Veröffentlichung auf dem Cherry Red Label. Die Version des Songs auf der A-Seite wurde im Cargo-Tonstudio in Rochdale eingespielt, als zweite Version auf der B-Seite wurde die Originalaufnahme von Hayward und Deebank mit Tony Race am Schlagzeug verwendet. Hayward beschloss, auch die ursprüngliche Demo-Version des Songs herauszubringen, da er sie für besser als die Cargo-Version hielt. Im März 1982 erschien die Debüt-EP Crumbling The Antiseptic Beauty, die kommerziell wenig Erfolg hatte, aber gute Kritiken von der unabhängigen Musikpresse erhielt. In den Songcredits ließ Hayward seinen Nachnamen weg und wurde so bekannt als Lawrence.
Nach Veröffentlichung der Debüt-EP erfuhr die Band personelle Veränderungen: Tony Race verließ die Gruppe und wurde am Schlagzeug durch Gary Ainge ersetzt. Nick Gilbert, der vom Schlagzeug an den E-Bass gewechselt war, stieg aus, nachdem er sich mit Hayward wegen dessen Kontrolle über das Songwriting überworfen hatte. Für ihn kam der Bassist Mick Lloyd zur Band. 1983 brachte Felt die Single My Face Is On Fire heraus, gefolgt von der nach einem 1960er-Jahre-Automobil benannten Single Penelope Tree, die ein kommerzieller Charterfolg wurde und der Band eine gewisse Aufmerksamkeit verschaffte. In Penelope Tree zeigte sich erstmals ein Schema für zahlreiche spätere Felt-Songs, in denen sich ein sauberer Gitarren-Sound mit Haywards schrägem Vokal-Rhythmus vereint.
The Splendour Of Fear folgte im November 1983. Das Album enthielt einfache melodische Popsongs mit Haywards neuer Ausrichtung auf poetische Lyrik. Das Album trug dazu bei, Felt wieder ins Rampenlicht zu bringen, und erreichte 1984 Position 6 in den Indie-Charts. Die Titel Red Indians, The World is as Soft as Lace und Mexican Bandits waren häufig im Radio zu hören. Die Beziehung zwischen Deebank und Hayward gestaltete sich allerdings immer spannungsreicher, da sich ihre musikalischen Vorstellungen doch unterschieden und sich Deebank und Gilbert nicht widerspruchslos Haywards Führung unterordnen wollten. Deebank beschloss daher, eigenes Songmaterial, das er bei Felt zurückhalten musste, als Soloprojekt zu verwerten. 1984 brachte Deebank schließlich auf dem Cherry Red Label sein Solo-Album Inner Thought Zone heraus.
Den bisherigen Veröffentlichungen lag die Regel zugrunde, auf zwei Singles eine sechs-Song-EP folgen zu lassen, denn Hayward verstand die EP als reflektierendes Intermezzo zwischen den Singles, die Warhols Massenproduktion von Pop-Art entsprechen sollten. Hayward war schon immer fasziniert von New York City der 1960er und 1970er Jahre mit seinen Persönlichkeiten und Bands, darunter Andy Warhol, The Velvet Underground, New York Dolls und Television. Mit The Strange Idols Pattern And Other Short Stories, veröffentlicht im Oktober 1984, brach Hayward nun mit seiner Regel, denn dies war mit 10 Songs ein echter Longplayer, dem nur die Single Sunlight Bathed The Golden Glow vorausgegangen war. Auch die Musik hatte sich von einfachen Zwei-Akkord-Stücken mit gedämpfter Stimmung zu offenen und komplexen Pop-Songs gewandelt.
1984 ging Felt auf Tournee mit den Cocteau Twins, anschließend mit Top-Acts vom legendären 4AD-Label. Während der ersten Tournee kam Robin Guthrie von den Cocteau Twins auf die Band zu und bot an, ihre nächsten Aufnahmen zu produzieren. Deebank hatte dazu zwei Songs komponiert, die er mit Felt einspielen wollte. Hayward fügte Rhythmus-Gitarren und Text hinzu und Guthrie produzierte die Aufnahmen. Das Ergebnis war die Single Primitive Painters mit Cathedral als B-Seite, die im August 1985 zum größten Single-Erfolg in der Karriere der Band wurde. Elizabeth Fraser, Leadsängerin bei den Cocteau Twins, lieferte auch einen Beitrag und sang auf beiden Songs die Hintergrundstimme. Primitive Painters wäre ein noch größerer kommerzieller Erfolg gewesen, wenn das Cherry Red Label die Produktionen hätte besser vermarkten können. Als Album folgte im September 1985 Ignite the Seven Cannons, das Guthrie ebenfalls produziert hatte. Felt-Fans waren mit dem Album allerdings nicht zufrieden, da die Band unter der Kontrolle der Cocteau Twins nicht an den Sound der früheren Alben anknüpfte.
Nach der Veröffentlichung von Ignite the Seven Cannons verließ Deebank die Gruppe. Hayward hatte aber schon einen anderen qualifizierten Musiker als Ersatz gefunden: Martin Duffy, der  für Ignite the Seven Cannons Keyboardbeiträge geliefert hatte, wurde jetzt zum Vollmitglied. Während Felt einige Konzerte gab, um das Album zu promoten, bereitete Cherry Red die Veröffentlichung der Kompilation Gold Mine Trash vor, die 1987 erschien. In diesem Jahr kam auch das Album Let the Snakes Crinkle Their Heads to Death, aber nicht mehr bei Cherry Red, sondern bei Creation Records. Das Album bot zehn kurze Instrumentalstücke, alle unter zwei Minuten. Haywards Entscheidung, ein reines Instrumental-Album herauszubringen, war gewagt und verhinderte einen kommerziellen Erfolg, aber Fans und Kritik nahmen das Album wohlwollend auf, denn Duffys 60er-Jahre-Sound am Keyboard harmonierte gut mit Haywards Gitarre.
Im Oktober 1986 erschien bei Creation das Nachfolgealbum Forever Breathes The Lonely Word, das die besten Melodien und Texte enthielt, die die Band jemals produziert hatte. Der Song All the People I Like Are Those That Are Dead wurde im Radio häufig gespielt und zählt heute zu den Felt-Klassikern. Forever Breathes the Lonely Word, später als eines der besten Popalben des Jahrzehnts gefeiert, wurde allerdings nicht zum erhofften Charterfolg. In dieser Zeit entwickelte Lawrence seinen Plan, mit Felt in zehn Jahren zehn Alben und zehn Singles zu produzieren, um die Band anschließend aufzulösen. 1987 kam mit Poem of the River wieder eine 6-Song-EP heraus. 1988 folgten dann wieder zwei Longplayer auf dem Creation-Label: The Pictorial Jackson Review und Train Above The City, das nur Instrumentalstücke von Martin Duffy am Keyboard und Gary Ainge am Schlagzeug enthielt. Hayward trug lediglich die Titelnamen der einzelnen Nummern bei.
Das zehnte und letzte Album der Band war Me and a Monkey on the Moon, das im November 1989 veröffentlicht wurde. John Mohan von The Servants unterstützte Felt an der Lead-Gitarre. Das Album zeichnete sich durch melodiöse Kompositionen von Lawrence Hayward ebenso aus wie durch virtuose Musikbeiträge von Mohan, Duffy und Ainge. Das El-Label von Mike Always übernahm den Vertrieb, da Creation nicht in der Lage war, es vor Haywards selbst gewählter Deadline herauszubringen. Sein Vorhaben von zehn veröffentlichten Singles wurde allerdings von den Plattenfirmen Cherry Red und Creation durchkreuzt, da beide zusätzliche Singles auf den Markt brachten. Lawrence Hayward gründete 1992 die Band Denim und später Go Kart Mozart.

## Diskografie

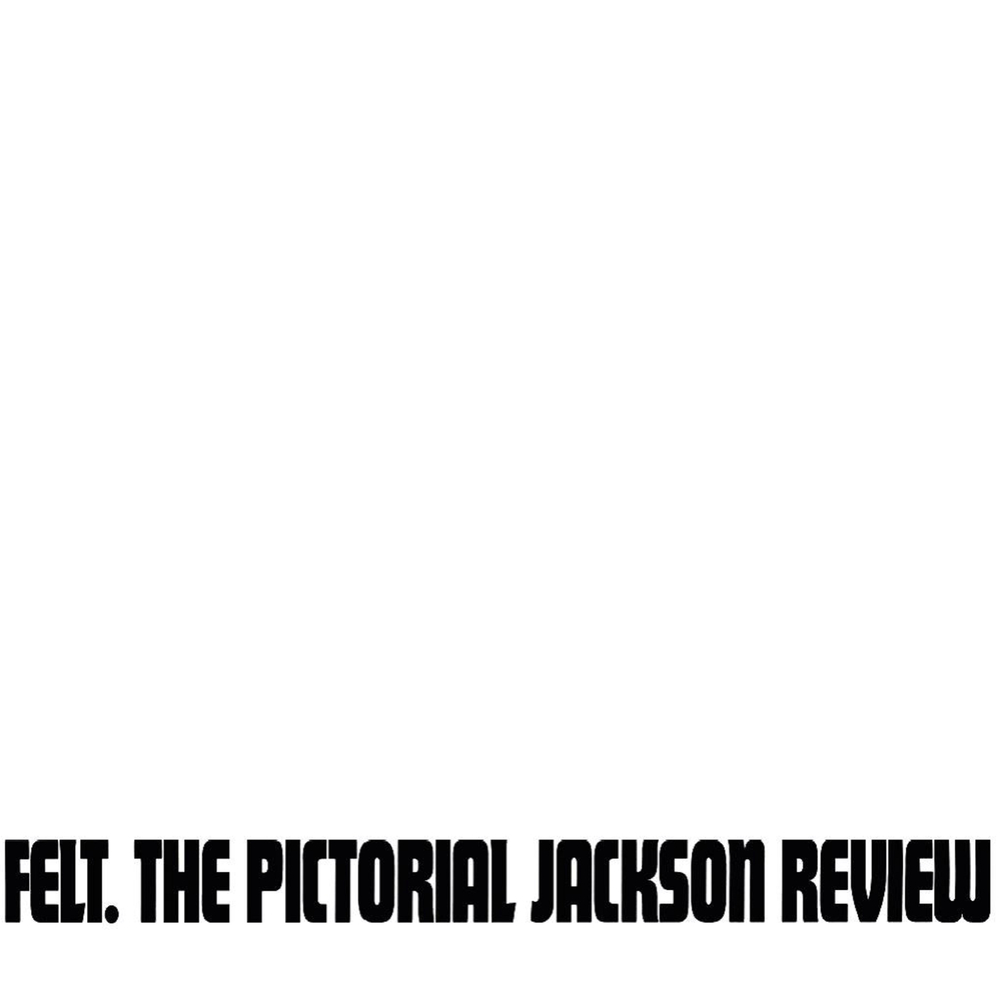
The Pictorial Jackson Review (1987)

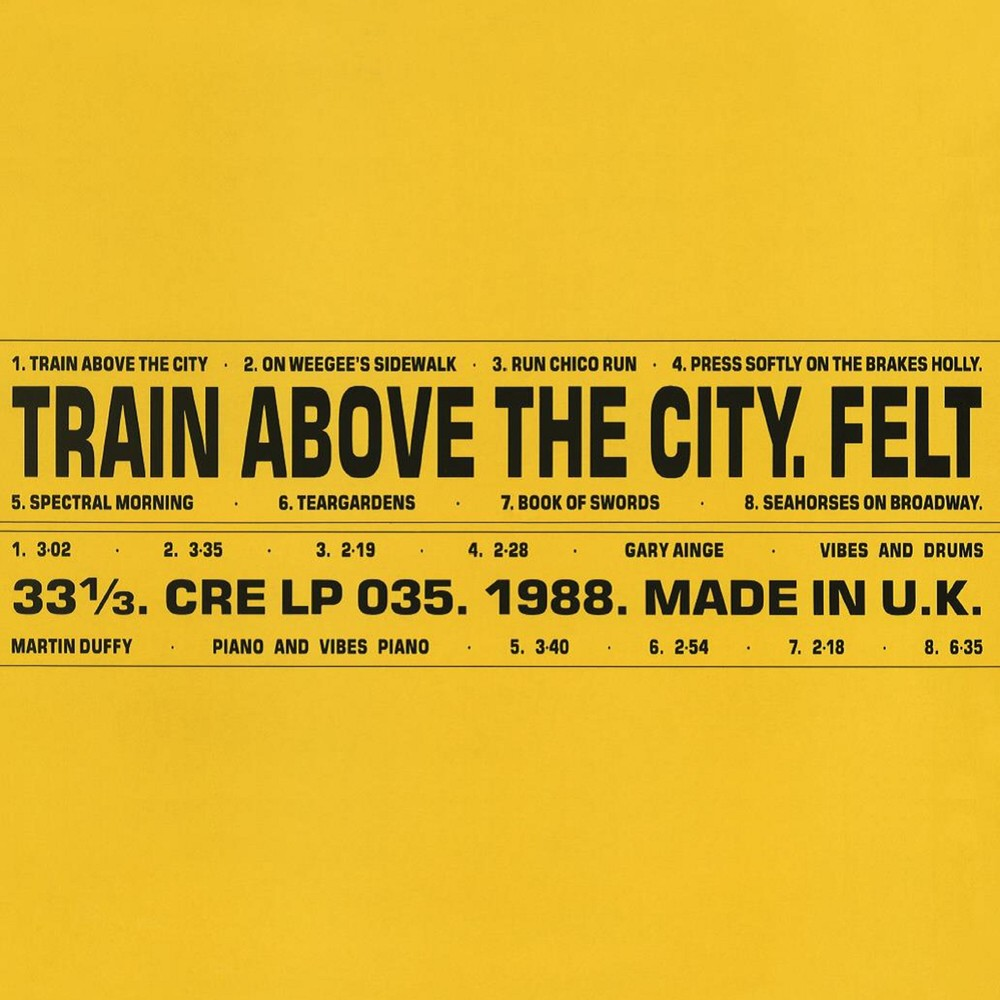
Train Above the City (1988)

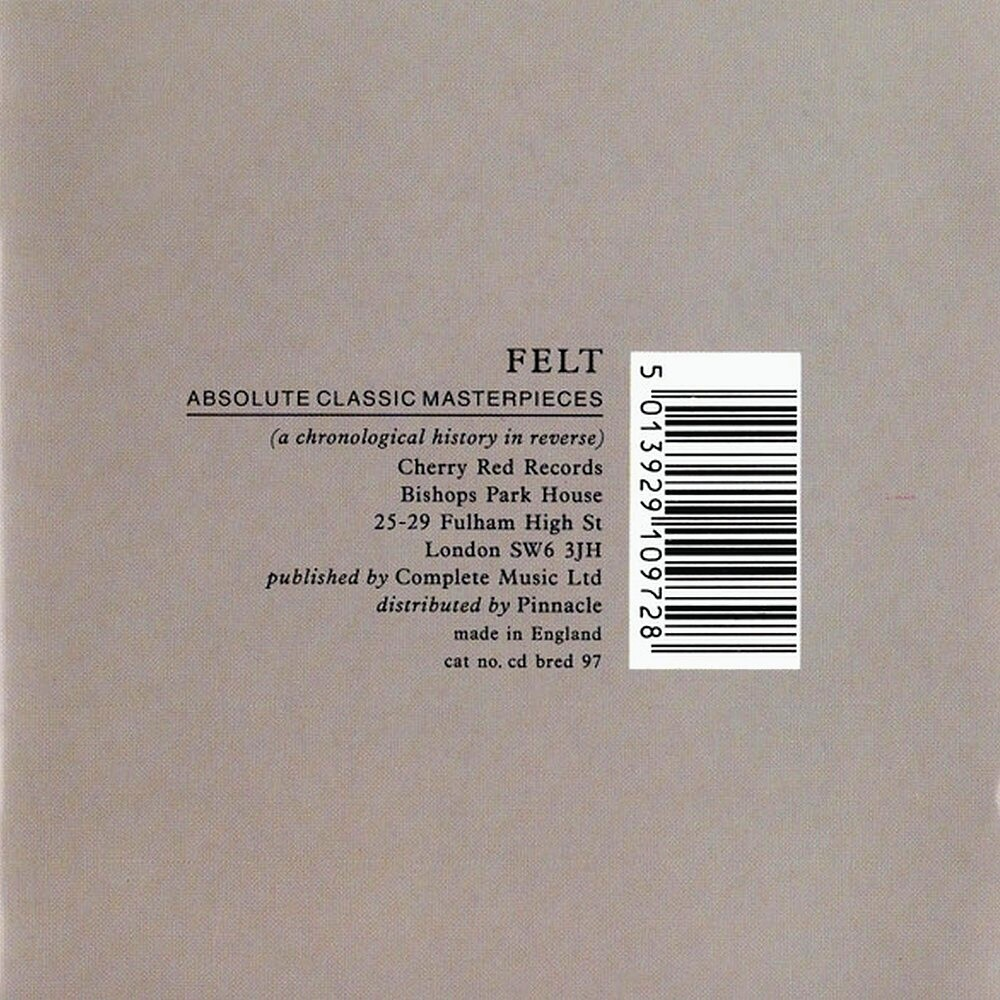
Absolute Classic Masterpieces (1992)

### Alben
- 1984: The Strange Idols Pattern and Other Short Stories (Cherry Red)
- 1985: Ignite the Seven Cannons (Cherry Red)
- 1986: Let the Snakes Crinkle Their Heads to Death (Creation Records)
- 1986: Forever Breathes the Lonely Word (Creation Records)
- 1988: The Pictorial Jackson Review (Creation Records)
- 1988: Train Above the City (Creation Records)
- 1989: Me and a Monkey on the Moon (Cherry Red)

### EPs
- 1982: Crumbling the Antiseptic Beauty (Cherry Red)
- 1984: The Splendour of Fear (Cherry Red)
- 1987: Poem of the River (Creation Records)

### Singles
- 1979: Index (Shanghai Records)
- 1981: Something Sends Me to Sleep (Cherry Red)
- 1982: My Face Is on Fire (Cherry Red)
- 1983: Penelope Tree (Cherry Red)
- 1984: Mexican Bandits (Cherry Red)
- 1984: Sunlight Bathed the Golden Glow (Cherry Red)
- 1985: Primitive Painters (Cherry Red)
- 1986: Ballad of the Band (Creation Records)
- 1986: Rain of Crystal Spires (Creation Records)
- 1987: The Final Resting of the Ark (Creation Records)
- 1988: Space Blues (Creation Records)
- 1989: Get out of My Mirror (Cherry Red)
- 1992: Primitive Painters (Cherry Red)

### Kompilationen
- 1984: Felt (Virgin)
- 1987: Gold Mine Trash (Cherry Red)
- 1990: Bubblegum Perfume (Creation Records)
- 1992: Absolute Classic Masterpieces (Cherry Red)
- 1993: Absolute Classic Masterpieces Volume II (Creation Records)
- 2003: Stains on a Decade (Cherry Red)